# 賽璐珞

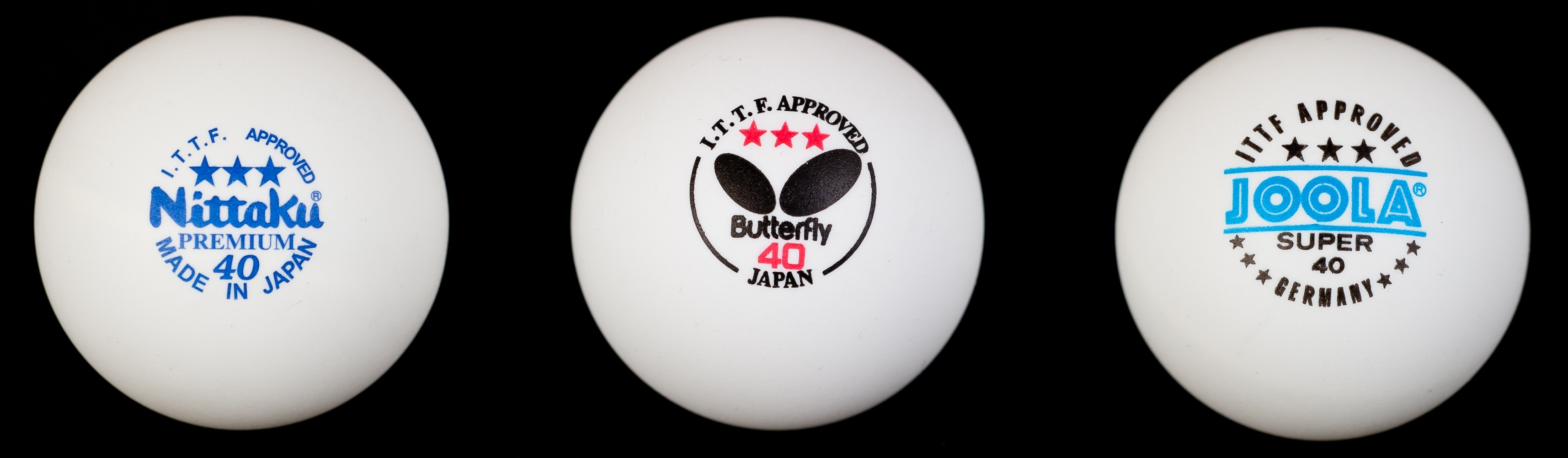
以賽璐珞為材料製作的乒乓球

賽璐珞（英語：celluloid）是硝酸纤维素塑料（cellulose nitrate plastics）的俗称及商标名，后者是硝酸纤维素中加入约20%的樟脑作为增塑剂得到的可塑性材料，属一种合成樹脂；通常再加入染料和其他物质制成的化合物产品就称为赛璐珞。
硝酸纤维素塑料通常被认为是第一种热塑性塑料，因此賽璐珞是歷史上最早发明的熱可塑性樹脂，其代表性製品為乒乓球、人偶、乐器、吉他撥片等。賽璐珞因能簡單成形，被作為象牙的替代品開發。缺點為其極易燃，有著經過摩擦等容易發火的不耐久性，因此現在已經鮮少使用，但乒乓球與部分鋼筆仍然使用著此材料。

## 特性
赛璐珞外觀呈有色或無色透明或不透明的片狀物，性軟，富有彈性。不溶於水、苯、甲苯，溶於乙醇、丙酮、乙酸乙酯。
具有很大的抗張强度，耐水、耐油、耐酸。
由於赛璐珞主要成分是硝酸纤维素，其为制造火藥的基礎原料，所以赛璐珞有一個很大的缺點，就是遇火、高热極易燃燒。較長時間的儲藏會讓赛璐珞逐漸發熱，若積熱不散就會引起自燃。

## 历史
硝酸纤维素塑料早于赛璐珞，于1848年发明时称作 Collodion（火棉胶），当时用作伤口敷料和照相底片的乳剂，是一种干燥成类似赛璐璐的薄膜。其后，1862年亚历山大·帕克斯将其发明申请为 Parkesine 的专利。赛璐珞或雲石膜是由瑞士巴塞尔大学的C. F. 舍恩拜因于1846年发现的，当时只作虫胶代用品。
1869年美國人约翰·韦斯利·海厄特创造 Xylonite，於1870年其改進產品的商標再命名為 Celluloid（賽璐珞）。由於19世纪的台球是使用象牙作為材料製造，但当时非洲大象在獵人的濫捕下不断减少，各國象牙供不應求。導致台球制造厂的老板開始尋求象牙的代替材料，並懸賞一萬美元作為謝禮，海厄特就嘗試以賽珞璐製造台球。1872年在美国纽瓦克建赛璐珞（云石膜）工厂，1877年英国根据海厄特（Hyatts）技术建的赛璐珞（云石膜）制造公司开始用赛璐珞生产假象牙、台球、马车和汽车的风挡等塑料制品。后来，曾用做片基（支持体）,但由于易燃很快被醋酸纤维素和聚酯取代。赛璐珞又用作乒乓球和眼镜架。於1880年代後半起，賽璐珞被用做攝影乾板的替代品，當照片、胶卷使用。
1908年（明治41年）三井家族出资成立了堺赛璐珞株式会社，三菱（岩崎家族）、岩井商店和铃木商店出资成立了日本赛璐珞人造丝线株式会社，它们是日本国产赛璐珞公司成立的起点，也是堺工厂和网干工厂的前身。之后，陆续开办了赛璐珞工厂，并在第一次世界大战中呈现活跃态势，随着战争的结束，不景气随之而来，全球赛璐珞需求减少，同行业之间的销售竞争加剧，产业渐显疲弊。1919年（大正8年）联合的时机成熟，8家赛璐珞公司大联合。由于硝酸纤维素极易燃烧，以及其稳定性差、易开裂等问题，在1950年代采用醋酸盐安全胶片之前。1990年，日本和意大利合资在上海设立工厂，只供国外市场，不在中國国内销售。
2003年，温州商人在江西九江市武宁县成立赛璐珞公司，引进意大利先进工艺和设备，并独创湿式块状成型法，加快了生产的速度，极大的满足了市场一直供不应求的需要。欧盟于2006年10月26日公告，禁用于制造玩具。

## 制法
1. 以樟脑作增塑剂的硝酸纤维素塑料，通过热成型加工成塑料制品（由于硝化的作用，使得成品极为易燃）。
2. 通过添加各种颜料及助剂，生产出具有较强立体感的塑料片材及板材，一定程度改善了易燃、强度、耐久、几何稳定等特性。